# Heracleum elgonense
Heracleum elgonense är en flockblommig växtart som först beskrevs av H.Wolff, och fick sitt nu gällande namn av Arthur Allman Bullock. Heracleum elgonense ingår i släktet lokor, och familjen flockblommiga växter. Inga underarter finns listade i Catalogue of Life.